# 阿伊耶姆佩泰
阿伊耶姆佩泰（Ayyampettai），是印度泰米尔纳德邦Kancheepuram县的一个城镇。总人口6022（2001年）。

## 人口
该地2001年总人口6022人，其中男性3104人，女性2918人；0—6岁人口628人，其中男341人，女287人；识字率66.22%，其中男性为74.71%，女性为57.20%。